# Mohammed Amine Ouadahi
Mohammed Amine Ouadahi (arabisch محمد أمين وضاحي; * 8. Juli 1987) ist ein algerischer Boxer. Ouadahi war Afrikameister 2011 und Teilnehmer der Olympischen Spiele 2012 in London im Bantamgewicht.

## Karriere
Als Sportsoldat nahm Ouadahi in seiner Karriere an vielen Militärwettkämpfen teil, so auch bei seinem ersten internationalen Wettkampf, der Militärweltmeisterschaft in Warendorf. Dabei erkämpfte er sich nach Siegen gegen Mohamed Abdel Sayed, Ägypten (RSC 2.), und Amine Hosni, Tunesien (13:11), und einer Halbfinalniederlage gegen Rustam Rahimov, Deutschland (RSC 2.), die Bronzemedaille. 2007 gewann Ouadahi die Arabische Militärmeisterschaft mit einem Finalsieg gegen Abdelfatah Nafil, Marokko, bevor er bei den Militärweltmeisterschaften im selben Jahr in Hyderabad bereits im ersten Kampf gegen Ma Yunhao, China ausschied.
Bei den Militärweltmeisterschaften 2008 in Baku lief es dagegen wieder etwas besser für Ouadahi und er konnte sich nach einem Sieg über Andre Ramirez, USA (17:3), und einer Niederlage gegen Chottelal Yadav, Indien (8:3) wieder die Bronzemedaille sichern. Dieselbe Platzierung errang er bei den Mittelmeerspielen 2009 in Pescara. 2009 nahm Ouadahi in Mailand auch erstmals an den Weltmeisterschaften teil, kam aber nach einem Sieg gegen Tomas Vano, Slowakei (10:5) und einer Niederlage gegen Michał Chudecki, Polen (11:8), nicht über die Vorrunde hinaus.
2010 gewann Ouadahi sein erstes internationales Turnier in Moskau mit einem Finalsieg gegen Bobur Aitbayev, Usbekistan (10:3), und 2011 sogar die Afrikameisterschaften in Yaoundé mit Siegen über Mike Oliver Fokoua Tchuem, Kamerun (20:5), Tirafalo Seoko, Botswana (22:8), und den Afrikameister von 2007 und Olympiadritten von 2008 Bruno Julie, Mauritius (13:9). Im selben Jahr erkämpfte er sich auch eine Silbermedaille bei den Militärweltmeisterschaften in Rio de Janeiro, wobei er im Halbfinale Vittorio Parrinello, Italien (12:6) schlug, aber im Finale gegen Robenilson de Jesus, Brasilien (12:8), verlor.
Bei den anschließenden Weltmeisterschaften 2011 in Baku scheiterte Ouadahi nach Siegen gegen Attanus Mugerwa, Uganda (18:10) und Bashir Hassan, Schweden (18:10), erst im Viertelfinale am späteren Vizeweltmeister Luke Campbell, England (11:9). Mit dem damit verbundenen 10. Platz qualifizierte sich Ouadahi direkt für die Olympischen Spiele 2012 in London. Bei den Spielen schied er nach einem Sieg über William Encarnacion, Dominikanische Republik (16:10), im Viertelfinale gegen den Japaner Satoshi Shimizu mit 17:15 Punkten aus.
2013 errang Ouadahi die Bronzemedaille der Mittelmeerspiele in Mersin.

### World Series of Boxing
In der Saison 2012/2013 kämpfte Ouadahi für die Algeria Deserts Hawks in der World Series of Boxing. Er wurde jedoch nur bei drei Vergleichskämpfen eingesetzt und gewann nur einen.

## Quelle
- amateur-boxing.strefa.pl